# Вельцхайм
Вельцхайм (нем. Welzheim) — город в Германии, в земле Баден-Вюртемберг. 
Подчинён административному округу Штутгарт. Входит в состав района Ремс-Мур.  Население составляет 11 025 человек (на 31 декабря 2010 года). Занимает площадь 37,99 км². Официальный код  —  08 1 19 084.

## Достопримечательности

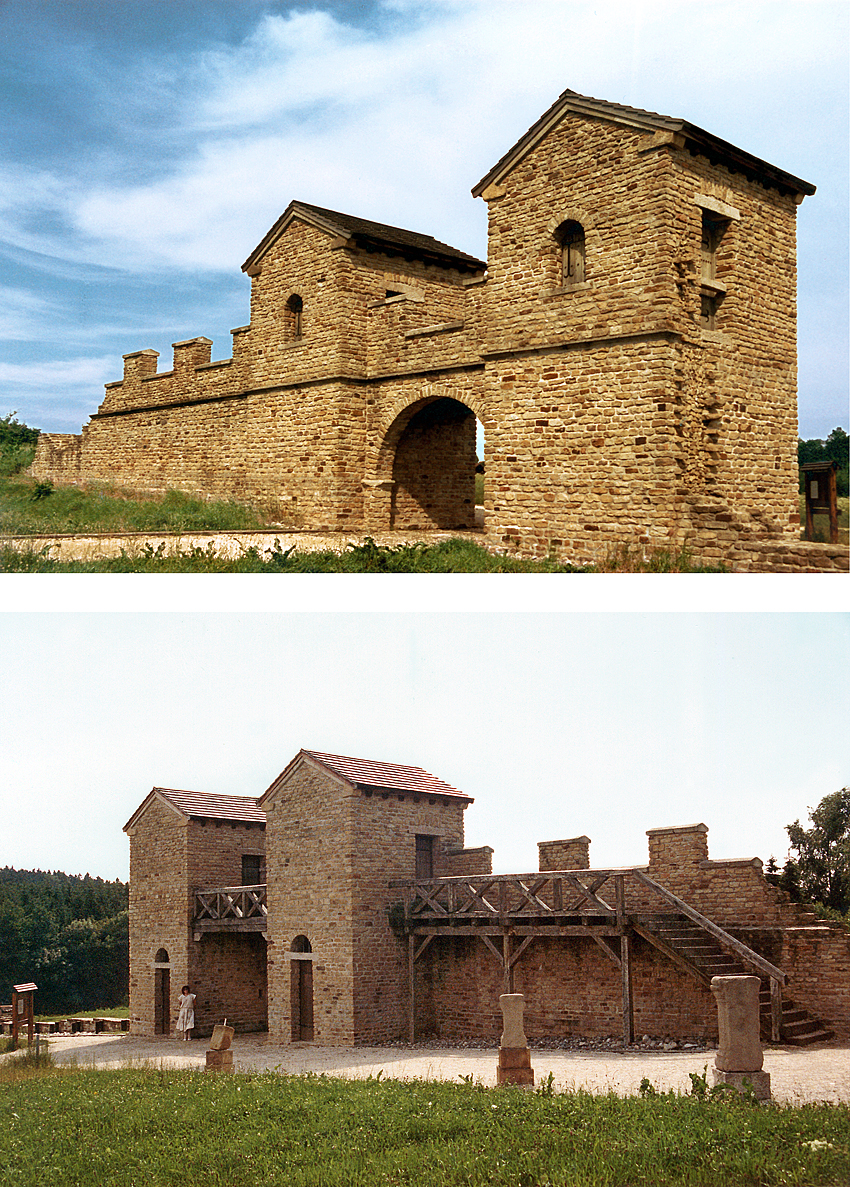
Ворота древнеримской крепости (современная реконструкция)

В древности через территорию нынешнего Вельцхайма проходила граница Римской империи. Здесь находилась древнеримская крепость (укреплённый военный лагерь). Сейчас в Вельцхайме можно увидеть остатки римских стен и ворота крепости (ворота являются современной реконструкцией, основанной на древних источниках).

## Фотографии

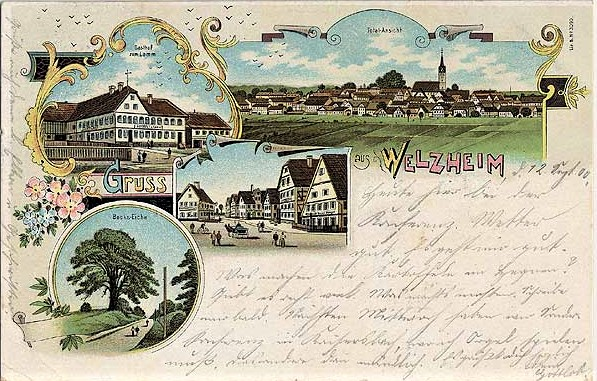
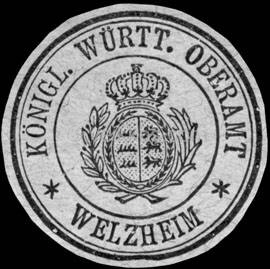